# Bispingen
Bispingen è un comune di 6 240 abitanti della Bassa Sassonia, in Germania.

Appartiene al circondario dell'Heide (targa SFA).

## Geografia antropica

### Suddivisioni amministrative
Il territorio comunale comprende, oltre al capoluogo Bispingen, le frazioni (Ortsteil) di Behringen, Borstel in der Kuhle, Nieder- und Oberhaverbeck, Hörpel, Hützel, Steinbeck an der Luhe, Volkwardingen e Wilsede.